# Air Armenia
Air Armenia (mã IATA = QN, mã ICAO = ARR) là hãng hàng không của Armenia, trụ sở ở Yerevan. Hãng có các chuyến bay thuê bao trong châu Âu và vài tuyến đường chở khách thường xuyên tới Nga. Căn cứ chính của hãng ở Sân bay quốc tế Zvartnots, (Yerevan).

## Lịch sử
Air Armenia được thành lập năm 2003 và bắt đầu hoạt động từ ngày 18.3.2003.

## Các nơi đến
Ngoài các chuyến bay thuê bao, Air Armenia có vài điểm đến thường xuyên sau đây:
- Armenia

- Yerevan

- Nga

- Astrakhan
- Saratov

## Đội máy bay
(Tháng 1/2008):
- 3 Antonov An-12
- 1 Tupolev Tu-134A